# Copa CECAFA 1981
La Copa CECAFA de 1981 fue la novena edición del campeonato regional del África del Este.
Todos los partidos se jugaron en Dar Es Salaam del 14 de noviembre hasta el 28 de noviembre.

## Información
- Somalia se inscribió para jugar en el torneo, pero a los pocos días, anunció su retiro.
- Zimbabue marcó su debut en esta edición; luego de haberse inscrito en la CECAFA hacía algunos meses.

## Grupo A
| Equipo   | Pts | Pld | W | D | L | GF | GA | GD |
| -------- | --- | --- | - | - | - | -- | -- | -- |
| Tanzania | 5   | 3   | 2 | 1 | 0 | 6  | 3  | +3 |
| Kenia    | 4   | 3   | 2 | 0 | 1 | 3  | 2  | +1 |
| Malaui   | 3   | 3   | 1 | 1 | 1 | 6  | 4  | +2 |
| Zanzíbar | 0   | 3   | 0 | 0 | 3 | 3  | 9  | -6 |

| 14 de noviembre de 1981 | Kenia | 1:0 | Malawi | Estadio Nacional de Dar Es Salaam, Dar Es Salaam |  |

| 15 de noviembre de 1981 | Tanzania | 3:1 | Zanzíbar | Estadio Nacional de Dar Es Salaam, Dar Es Salaam |  |

| 17 de noviembre de 1981 | Zanzíbar | 1:2 | Kenia | Estadio Nacional de Dar Es Salaam, Dar Es Salaam |  |

| 17 de noviembre de 1981 | Malawi | 2:2 | Tanzania | Estadio Nacional de Dar Es Salaam, Dar Es Salaam |  |

| 20 de noviembre de 1981 | Malawi | 4:1 | Zanzíbar | Estadio Nacional de Dar Es Salaam, Dar Es Salaam |  |

| 20 de noviembre de 1981 | Tanzania | 1:0 | Kenia | Estadio Nacional de Dar Es Salaam, Dar Es Salaam |  |

## Grupo B
| Equipo   | Pts | Pld | W | D | L | GF | GA | GD |
| -------- | --- | --- | - | - | - | -- | -- | -- |
| Uganda   | 4   | 3   | 1 | 2 | 0 | 5  | 3  | +2 |
| Zambia   | 3   | 3   | 1 | 1 | 1 | 4  | 4  | 0  |
| Zimbabue | 3   | 3   | 0 | 3 | 0 | 1  | 1  | 0  |
| Sudán    | 2   | 3   | 0 | 2 | 1 | 2  | 4  | -2 |

| 15 de noviembre de 1981 | Sudán | 2:2 | Uganda | Estadio Nacional de Dar Es Salaam, Dar Es Salaam |  |

| 17 de noviembre de 1981 | Uganda | 3:1 | Zambia | Estadio Nacional de Dar Es Salaam, Dar Es Salaam |  |

| 17 de noviembre de 1981 | Zimbabue | 0:0 | Sudán | Estadio Nacional de Dar Es Salaam, Dar Es Salaam |  |

| 19 de noviembre de 1981 | Zambia | 1:1 | Zimbabue | Estadio Nacional de Dar Es Salaam, Dar Es Salaam |  |

| 20 de noviembre de 1981 | Uganda | 0:0 | Zimbabue | Estadio Nacional de Dar Es Salaam, Dar Es Salaam |  |

| 21 de noviembre de 1981 | Zambia | 2:0 | Sudán | Estadio Nacional de Dar Es Salaam, Dar Es Salaam |  |

## Semifinales
| 24 de noviembre de 1981 | Tanzania | 2:1 | Zambia | Estadio Nacional de Dar Es Salaam, Dar Es Salaam |  |

| 24 de noviembre de 1981 | Kenia | 3:1 | Uganda | Estadio Nacional de Dar Es Salaam, Dar Es Salaam |  |

## Tercer lugar
| 27 de noviembre de 1981 | Zambia | 1:0 | Uganda | Estadio Nacional de Dar Es Salaam, Dar Es Salaam |  |

## Final
| 28 de noviembre de 1981 | Tanzania | 0:1 | Kenia | Estadio Nacional de Dar Es Salaam, Dar Es Salaam |  |

| Kenia          |
| Campeón Kenia  |
| Segundo título |